# Таїланд на літніх Олімпійських іграх 2020
Таїланд на літніх Олімпійських іграх 2020 представляли сорок один спортсмен у чотирнадцятьох видах спорту.

## Спортсмени
| Вид спорту                      | Чоловіки | Жінки | Загалом |
| ------------------------------- | -------- | ----- | ------- |
| Легка атлетика                  | 1        | 1     | 2       |
| Бадмінтон                       | 2        | 5     | 7       |
| Бокс                            | 1        | 3     | 4       |
| Веслування на байдарках і каное | 0        | 1     | 1       |
| Велоспорт                       | 0        | 2     | 2       |
| Кінний спорт                    | 2        | 1     | 3       |
| Гольф                           | 2        | 2     | 4       |
| Дзюдо                           | 0        | 1     | 1       |
| Академічне веслування           | 2        | 0     | 2       |
| Вітрильний спорт                | 1        | 2     | 3       |
| Стрільба                        | 2        | 4     | 6       |
| Плавання                        | 1        | 1     | 2       |
| Настільний теніс                | 0        | 2     | 2       |
| Тхеквондо                       | 1        | 1     | 2       |
| Загалом                         | 15       | 26    | 41      |